# 坂の上の赤い屋根
『坂の上の赤い屋根』（さかのうえのあかいやね）は、真梨幸子による日本のミステリ小説。徳間書店の月刊小説誌『読楽』に2017年5月号から2019年1月号まで掲載され、2019年11月22日に徳間書店から単行本が刊行され、2022年7月8日に徳間文庫から文庫判が刊行された。
2024年3月にWOWOWにてテレビドラマ化。

## 書籍情報
- 真梨幸子『坂の上の赤い屋根』
  - 単行本：2019年11月22日発売、徳間書店、ISBN 978-4-19-864968-5
  - 文庫本：2022年7月8日発売、徳間文庫、ISBN 978-4-19-894758-3

## テレビドラマ
2024年3月3日から3月31日までWOWOWの「連続ドラマW」枠で放送された。主演は桐谷健太。全5話。

### キャスト
- 橋本涼 - 桐谷健太（小学生時代：上田琳斗[4]）
- 小椋沙奈 - 倉科カナ[3]
- 大渕秀行 - 橋本良亮（A.B.C-Z）[3]（小学生時代：宮岡大愛[5]）
- 鈴木（大渕）礼子 - 蓮佛美沙子[3]
- 市川聖子 - 斉藤由貴[3]
- 鈴木孝子 - 床嶋佳子[6]
- 青田彩也子 - 工藤美桜[6]（小学生時代：金子莉彩[7]）
- 鈴木洋平 - 七五三掛龍也（Travis Japan）[6]
- 小泉 - 西村元貴[6]
- 小椋美江 - 宮崎美子[6]
- 笠原智子 - 渡辺真起子[6]
- 大野 - 渡辺光[6]
- 笹井 - 神保悟志[6]
- 田所弓枝 - 水崎綾女[6]
- 青田早智子 - 霧島れいか[6]
- 鈴木俊彦 - 中村育二[6]
- 笠原の部下 - 斉藤佑介[8]
- 橋本の同僚 - 高橋朋伽[8]
- ワイドショー司会者 - 牧原俊幸（第1話・最終話）
- ワイドショーコメンテイター - 赤ペン瀧川（第1話・最終話）
- 編集長 - 本間剛[9]（第1話・第4話）
- 検事 - ノモガクジ[10]（第1話・第3話）
- 青田彩也子の父 - ジャン・裕一[11]（第1話・第2話・最終話）
- 橋本ミチル - 太田結乃[12]（第1話・第3話 - 最終話）
- 医師 - 若林秀敏（第1話）
- 看護師 - 桜川博子[13]（第1話）
- 警察 - 小川智弘[14]（第1話）
- 緒方佳織 - 小林涼子（第3話・第5話）（小学生時代：中野翠咲[15]）
- 医師 - 児玉頼信[16]（第3話）
- 緒方佳織の母 - 田山由起（第3話）
- 大渕秀行の担任教師 - あいだあい[17]（第3話・第4話）
- レポーター - 山﨑雄樹[18]（第3話）
- 看護師 - 綾津ユリ（第3話）
- 警備員 - 山本啓之[14]（第3話・第4話）
- 弁護士事務所の顧客 - 柿弘美[19]（第3話・第4話）
- 隣人 - 梅沢昌代[20]（第4話）
- 植村のぞみ - 喜多乃愛[21]（第4話）
- 松川健太郎（弁護士） - ジョーナカムラ（第4話）
- 店員（万引きされた店） - 比佐仁（第4話）
- アナウンサー（声） - 武裕美[22]（第4話・最終話）
- 橋本涼の母 - 東風万智子[23]（最終話）
- 役員（出版社） - 桜井聖[24]（最終話）、津村和幸[25]（最終話）、谷藤太[26]（最終話）
- 刑事 - 岡野一平[27]（最終話）
- タレント（インタビュアー） - 都丸紗也華[28]（最終話）
- 動画配信者 - 大野瑞生（最終話）
- 救急隊員 - 福田航也（最終話）、榎木薗郁也[29]（最終話）
- 警察官 - 小笠原佳秀（最終話）、加藤琢未[29]（最終話）
- 医師 - 市川貴之[30]（最終話）
- 男の子 - 白鳥廉[12]（最終話）
- 記者 - 安住啓太郎[31]（最終話）、西川綾乃[32]（最終話）
- 女子高生 - 窪嶋蓮菜（最終話）、吉田まいの（最終話）
- その他 - 松村光陽[33]（第1話）、神谷侑理愛（第1話）、藤山凜（第1話）、武島龍児[34]（第1話）、湊さやか[35]（第1話）、黒木麗奈（第2話）、堀内充治（第3話・第4話）、平島茜[36]（第3話・第4話）、竹邑貴司（第4話）、長島瑞穂[37]（最終話）、大谷由梨佳（最終話）

### スタッフ
- 原作 - 真梨幸子『坂の上の赤い屋根』（徳間文庫）
- 脚本 - 吉川菜美[3]
- 音楽 - やまだ豊、南方裕里衣
- 監督 - 村上正典[3]
- プロデューサー - 村松亜樹（WOWOW）、橋本芙美（共同テレビ）、関本純一（共同テレビ）
- 制作協力 - 共同テレビ
- 製作著作 - WOWOW

### 放送日程
| 各話   | 放送日  | サブタイトル     |
| ------ | ------- | ---------------- |
| 第1話  | 3月03日 | 無知の新人小説家 |
| 第2話  | 3月10日 | 元愛人からの忠告 |
| 第3話  | 3月17日 | 女の正体         |
| 第4話  | 3月24日 | 死刑囚妻の誤算   |
| 最終話 | 3月31日 | 谷底の少年       |

| WOWOW 連続ドラマW 日曜オリジナルドラマ                       | WOWOW 連続ドラマW 日曜オリジナルドラマ      | WOWOW 連続ドラマW 日曜オリジナルドラマ                  |
| 前番組                                                       | 番組名                                      | 次番組                                                  |
| ------------------------------------------------------------ | ------------------------------------------- | ------------------------------------------------------- |
| OZU 〜小津安二郎が描いた物語〜 （2023年11月12日 - 12月17日） | 坂の上の赤い屋根 （2024年3月3日 - 3月31日） | 東野圭吾「ゲームの名は誘拐」 （2024年6月9日 - 6月30日） |